# گرین ریور (یوتا)
گرین ریور (به انگلیسی: Green River) شهری در ایالت یوتا کشور ایالات متحده آمریکا است که جمعیت آن در سرشماری سال ۲۰۱۰ میلادی، ۹۵۲ نفر بوده‌است.